# Келпіни (Ґолюбсько-Добжинський повіт)
Келпіни (пол. Kiełpiny) — село в Польщі, у гміні Ковалево-Поморське Ґолюбсько-Добжинського повіту Куявсько-Поморського воєводства.
Населення — 164 особи (2011).
У 1975-1998 роках село належало до Торунського воєводства.

## Демографія
Демографічна структура станом на 31 березня 2011 року:
|          | Загалом | Допрацездатний вік | Працездатний вік | Постпрацездатний вік |
| -------- | ------- | ------------------ | ---------------- | -------------------- |
| Чоловіки | 85      | 21                 | 60               | 4                    |
| Жінки    | 79      | 20                 | 42               | 17                   |
| Разом    | 164     | 41                 | 102              | 21                   |